# カンボジア王国憲法
カンボジア王国憲法（カンボジアおうこくけんぽう、クメール語 : រដ្ឋធម្មនុញ្ញនៃព្រះរាជាណាចក្រកម្ពុជា។）は、カンボジア（カンボジア王国）の憲法典である。
同憲法の第150条にて、カンボジア王国の最高法規に位置付けられている。
1993年9月21日に制憲議会第2回会議によって承認され、同月24日に公布された。制憲議会の議長はソン・サンが務めた。

## 構成
この節では、カンボジア王国憲法の構成について記述する。

### 前文
我々、カンボジア国民は、ダイヤモンドの如く威信が光り輝き、偉大な文明を持ち、繁栄し、豊かかつ広大な領土を持ち、
栄光に満ちた国家の歴史を有し、この数十年間にわたり、苦悩及び破壊に陥り、没落という非常に残念な経験を持ち、 そのことを反省し、国家の統一を強化し、貴重な領土、主権及びアンコール文明を守り抜き、民主主義、多党制、人権保障、法の遵守及び国家の将来に対する高い責任感をもって「平和な島」を再建し、永続的な繁栄及び豊かさを達成するために、みんなで一致団結して立ち上がる。
上記のように固く決意をして、ここで本憲法を制定する。

### 第1章　主権
第1条　カンボジアは、国王が憲法に従って戴き、自由民主主義及び多党制の国家である。
カンボジア王国は、独立、主権、平和、永久的に中立かつ非同盟の国家である。

### 第2章　国王
第7条　カンボジア国王は、君臨するが、統治しない。 
国王は、終身国家元首である。 国王は、不可侵である。

### 第3章　クメール人民の権利及び義務について
第31条　カンボジア王国は、国際連合憲章、世界人権宣言、人権、女性及び児童の権利に関する規約や協定で規定している人権を認め、尊重する。 
クメール国民は、法の下で平等であり、人種、肌の色、性別、宗教、政治的傾向，出生時の国籍、社会的地位、財力又はその他の状況に関係なく、全員同じ自由を享受し、同じ義務を負う。各自の個人の自由及び権利を行使した場合は、他人の自由及び権利を阻害してはならない。そのような自由及び権利の行使は、法で規定している条件の下で行うものとする。

## 特色
この憲法の制定については、それに含まれる基本的内容が「カンボジア紛争の包括的、政治的解決に関する協定（パリ協定）」であらかじめ定まっている。
また、社会主義時代のカンボジアの惨禍を示し、新生カンボジアを印象付ける前文となっている。